# Dolní Olešnice
Dolní Olešnice är en ort i Tjeckien. Den ligger i den nordöstra delen av landet, 100 km nordost om huvudstaden Prag. Dolní Olešnice ligger 351 meter över havet och antalet invånare är 369.
Terrängen runt Dolní Olešnice är platt åt nordväst, men åt sydost är den kuperad. Dolní Olešnice ligger nere i en dal. Runt Dolní Olešnice är det tätbefolkat, med 266 invånare per kvadratkilometer. Närmaste större samhälle är Trutnov, 14,7 km öster om Dolní Olešnice. I omgivningarna runt Dolní Olešnice växer i huvudsak blandskog.